# Majowe wino
Majowe wino (tytuł oryg. May Wine) – amerykańsko-francuski film fabularny (komedia romantyczna) z 1991 roku.

## Fabuła
Lorraine Devany jest kobietą sukcesu, która prowadzi butik. Mieszka z mężem i córką. Kiedy razem z nią jedzie do Paryża, obie zakochują się w tym samym mężczyźnie, doktorze Paulu Charmancie − ginekologu.

## Główne role
- Joanna Cassidy – Lorraine
- Lara Flynn Boyle – Cammie
- Guy Marchand – dr. Paul Charmant
- Paul Freeman – Tom
- André Penvern – Concierge
- Laurent Ledermann – Jean-Pierre